# Svenska Filmakademin
Svenska Filmakademin är en sammanslutning för att främja filmen i konstnärligt, kulturellt och tekniskt avseende. Svenska Filmakademin bildades 1933 av bland andra Bengt Idestam-Almquist, Kurt Linder och Gustaf Molander. Fram till 1967 gick sammanslutningen under namnet Svenska Filmsamfundet. Nuvarande preses (ordförande) är Bo-Erik Gyberg.
Sedan 1969 delar Svenska Filmakademin årligen ut Kurt Linders stipendium till förtjänta personer på filmområdet.